# Another Side of Bob Dylan
Another side of Bob Dylan és el quart àlbum d'estudi del cantautor Bob Dylan, editat l'agost de 1964 per Columbia Records.
D'acord amb el títol, l'àlbum significa un trencament en la línia de música folk que Bob Dylan portava en els seus anteriors discos. Aquest trencament amb les arrels tradicionals va provocar aferrissades crítiques de membres destacats de la comunitat folk. L'editor de la revista Sing-out! Irwin Sillber va exclamar que Bob Dylan " d'alguna manera havia perdut el contacte amb la gent" (somehow lost touch with people) i que s'havia "perdut en la faramalla de la fama". molts crítics musicals, per això, van aplaudir la seva innovació en la composició, que més tard tindria influència en grups com The Beatles.

## Història
Durant el 1963, Dylan treballà en una novel·la. El llibre, que apareixeria anys després, contenia experiments amb la lliure forma poètica. Aquests tingueren una forta influència en la seva composició musical.Un exemple il·lustratiu el podem trobar en una sèrie de sis versos en resposta a l'assassinat de John F.Kennedy el 22 de novembre de 1963:
"The colors of Friday were dull / as cathedral bells were gently burnin / strikin for the gentle / strikin for the kind / strikin for the crippled ones / an strikin for the blind."
"Els colors del divendres eren els pàl·lids/ mentre les campanes de la catedral cremaven dolces/tocant per la gent càlida/tocant per la bona gent/tocant pels esguerrats/ també tocant pels cecs"
Aquests versos apareixerien després, retocats, a la cançó Chimes of Freedom.
Mentre Dylan es trobava amb uns amics fent ruta pels Estats Units, els Beatles arribaven a Amèrica per primera vegada. Els Beatles començaren a influir en Bob Dylan i viceversa, de fet dylan llogà una guitarra elèctrica en tornar de la gira. En aquell mateix moment, Dylan estava tenint una relació amb la cantant de folk Joan Baez, després de trencar amb la seva novia Suze Rotolo.
Poc després, començaria una gira europea. Realitzà una sèrie de concerts a Anglaterra abans de viatjar a París, on coneixeria una model alemanya de nom Christa Paffgen, amb el sobrenom de Nico. La model l'acompanyà en una gira per Europa, que aniria des d'Alemanya fins a Vernilya, un petit poble de Grècia. Allà hi passà una setmana, i durant aquesta va compondre una sèrie de cançons: "All I Really Want to Do", "Spanish Harlem Incident", "To Ramona", "I Shall Be Free No. 10", "Ballad in Plain D", "It Ain't Me, Babe", "Mama You Been On My Mind", "Denise Denise" i "Black Crow Blues". També una altra cançó, "I'll Keep It With Mine", que a parer de Nico, versava sobre ella i el seu bebè. Dylan cedí la cançó a Nico, que gravaria pel seu treball Chelsea Girl el 1967.
Amb el perfil comercial de Dylan a l'alça, a la seva tornada a Nova York, Columbia li donaria presses per enllestir un nou treball. El calendari de gravació va ser fixat ràpidament, amb Tom Wilson com a productor.
L'àlbum es va gravar a la primera i única gravació, el 9 de juny a l'estudi A de Columbia a Nova York. Segons Heilyn, Bob Dylan gravà catorze cançons aquella nit, i onze varen ser escollides per a l'àlbum. Les tres descartades foren "Denise Denise", "Mr. Tambourine Man" i "Mama You Been On My Mind".
Rambling' Jack Elliot va ser present a la gravació, i Dylan li demanà que participés en la cançó Mr. Tambourine Man. " Em va convidar a cantar amb ell",assegurava Elliot, "però no coneixia la lletra, de manera que vaig harmonitzar la cançó en els cors". Només se'n va fer una presa, on Dylan s'entrebancà en algunes parts de la lletra. La gravació es va descartar però després Dylan la va recuperar pel seu següent àlbum, "Bringing It All Back Home".
Part primera
```
1. "All I Really Want to Do" – 4:04
2. "Black Crow Blues" – 3:14
3. "Spanish Harlem Incident" – 2:24
4. "Chimes of Freedom" – 7:10
5. "I Shall Be Free No. 10" – 4:47
6. "To Ramona" – 3:52
```

Part segona
```
1. "Motorpsycho Nitemare" – 4:33
2. "My Back Pages" – 4:22
3. "I Don't Believe You (She Acts Like We Never Have Met)" – 4:22
4. "Ballad in Plain D" – 8:16
5. "It Ain't Me Babe" – 3:33
```